# Friedrich Müller (Wasserbauingenieur)
Friedrich Müller (* 20. Oktober 1855 in Emmerich; † 2. September 1914 in Steglitz; vollständiger Name: Friedrich Gottfried Hubert Maria Müller) war ein deutscher Wasserbauingenieur und preußischer Baubeamter.

## Leben
Friedrich Müller war ein Sohn des Baumeisters Heinrich Müller und dessen Ehefrau Maria Anna Müller geborene Thelen-Petazzi, die beide in Deutz starben. Dem Wunsch seines Vaters folgend absolvierte er ein Studium des Bauingenieurwesens. Ab Oktober 1892 arbeitete er als Wasserbauingenieur in Wesel. Am 3. Oktober desselben Jahres heiratete er Auguste von Gember, mit der er sechs Kinder hatte, und die 1952 starb.
1893 wechselte Müller nach Berlin in das preußische Ministerium der öffentlichen Arbeiten. Von März 1898 bis 1902 war er für das preußische Wasserbauamt Husum auf Pellworm tätig. Anschließend arbeitete er acht Jahre für die Bezirksregierung Schleswig. Ab Sommer 1910 stellte er in Berlin seine Studien über die Halligen fertig. Für diese wissenschaftlichen Arbeiten wurde er mit den Ehrentiteln eines (königlich preußischen) Baurats und Professors ausgezeichnet. Er starb, bevor sein Buch „Die Halligen“ im Druck erschien.
Müller war ein exzellenter Pianist, der allen seinen Kindern Musikunterricht an einem Instrument ermöglichte. Er hatte daher ein umfangreich besetztes Familienorchester.

## Wissenschaftliche Arbeiten
Müller war sprachlich sehr begabt und nutzte dies bei seinen wissenschaftlichen Arbeiten. Ab 1890 befasste er sich mit Studien über das Wasserwesen der Niederländischen Provinz Zeeland. Die Ergebnisse erschienen 1898 als gedrucktes Werk. Königin Wilhelmina ehrte ihn dafür mit dem Oranje-Nassau-Orden.
Im Rahmen der Studien zu den Niederlanden wurde Müller auf die Westküste Schleswig-Holsteins aufmerksam. Im Auftrag des preußischen Ministeriums der öffentlichen Arbeiten beschäftigte sich Müller dort mit dem Wasserwesen Nordfrieslands und Problemen wie dem Schutz der Küsten, Deichbau, der Gewinnung von Land, Küstensenkung, säkulare Wasserstandshebung oder Studien zu Sturmfluten. Er zog dabei die Ergebnisse zahlreicher Wissenschaften heran. Dazu gehörten die Geologie, Geodäsie, Archäologie, Biologie, Pedologie, Kartografie, Ozeanographie, Meteorologie, die Selbstverwaltung und die Staatsverwaltung.
Müller erstellte die grundlegende Struktur einer Quellensammlung über das Wasserwesen der Nordseeküste Schleswig-Holsteins. In den 1970er Jahren umfasste die Sammlung 16 Bände. Darüber hinaus führte er Dokumente zusammen, die sich in vielen Archiven und Dienststellen befanden. Er beurteilte diese Quellen und ermöglichte erstmals einen öffentlichen Zugang hierzu.